# 佩萨罗
佩萨罗是意大利马尔凯大区佩萨罗和乌尔比诺省的一个镇，位于亚得里亚海畔。

## 歷史
佩薩羅是於公元前184年由古羅馬人所建立。在古羅馬時代，曾是貿易和手工藝的中心。中世紀時代，於哥特戰爭中受到破壞，復又被拜占庭帝國所重建；後來成為了教皇國的領土。於1860年，佩薩羅成為意大利王國一部分。

## 經濟
以製造業為主，主要生產家具、廚具和機械。

## 友好城市
- 克罗地亚罗维尼
- 法國 楠泰尔
- 斯洛文尼亚卢布尔雅那
- 英国沃特福德
- 中国秦皇岛
- 巴勒斯坦拉法赫
- 尼日尔凯塔